# Monastero di Banz
Il monastero di Banz, in tedesco Kloster Banz, conosciuto anche come Schloss Banz, il castello di Banz, è un monastero benedettino nell'alta valle del Meno sulla sommità delle colline che fronteggiano la basilica di Vierzehnheiligen. Dal 1978 fa parte del territorio comunale di Bad Staffelstein, a nord di Bamberga, nell'Alta Franconia bavarese.

## Storia

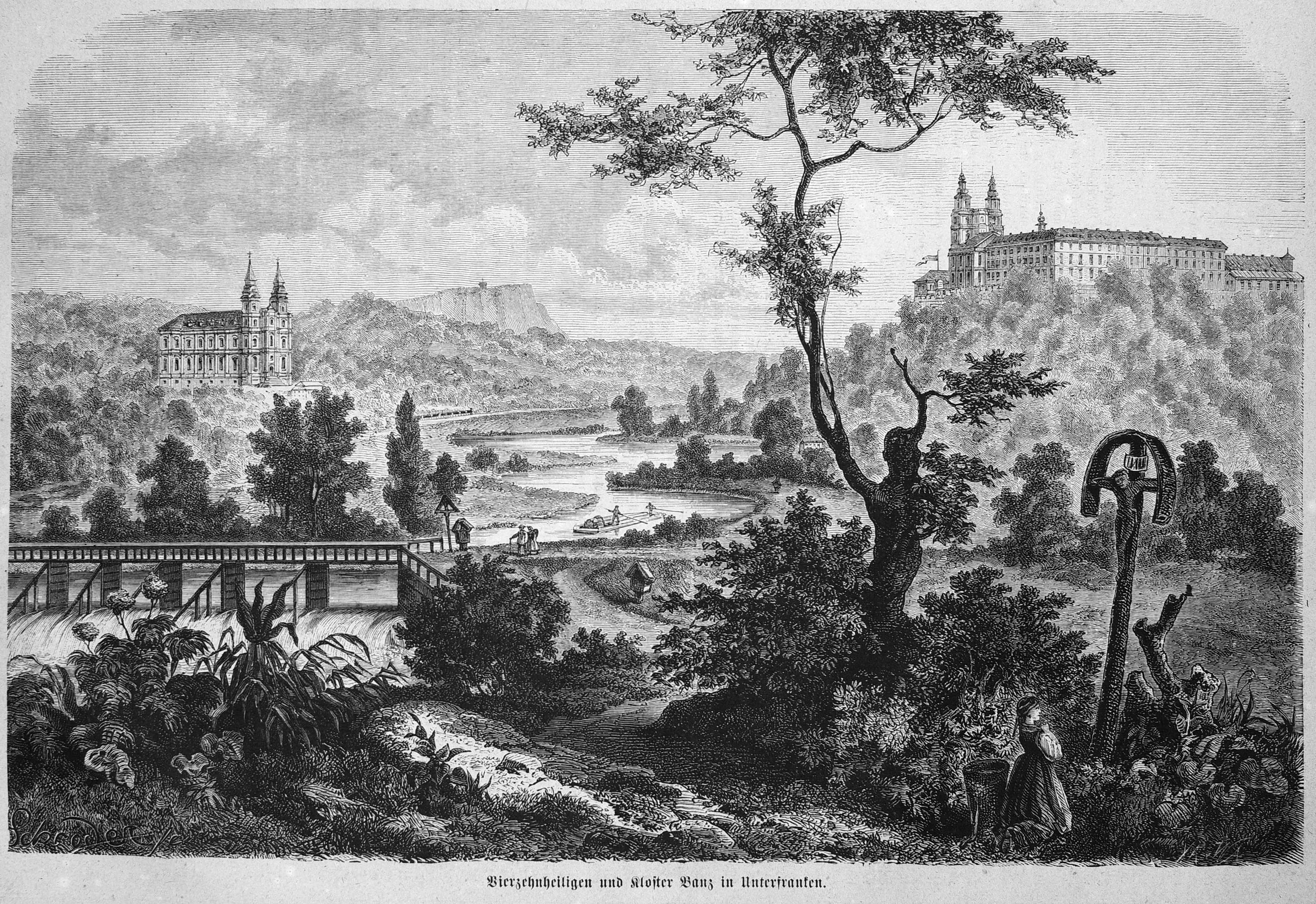
Antica veduta della valle con la basilica di Vierzehnheiligen.

Il monastero venne fondato nel 1069 dalla Contessa Alberada di Schweinfurt e suo marito, il conte Hermann di Habsberg-Kastl, che lo donarono ai monaci benedettini.
Per tutto il Basso Medioevo e fino al 1575, solo i membri della nobiltà erano accettati come monaci nel monastero.
Dopo la guerra dei trent'anni il monastero venne completamente ricostruito. Gli abati di Banz, Eucharius Weiner e Kilian Düring, commissionarono i lavori a Leonhard Dientzenhofer e dopo la sua morte, avvenuta nel 1707, a suo fratello, il grande architetto Johann Dientzenhofer.
I lavori iniziarono nel 1698. Nel 1719 la chiesa venne consacrata.
Nella seconda metà del XVIII secolo il monastero di Banz era conosciuto anche al di fuori del Sacro Romano Impero come centro della Controriforma cattolica e per la Scuola dei monaci. Ma questi prestigi non lo salvarono comunque dalla secolarizzazione del 1803 e successiva dissoluzione. Fino ad allora era il più antico monastero dell'Alta Valle del Meno.

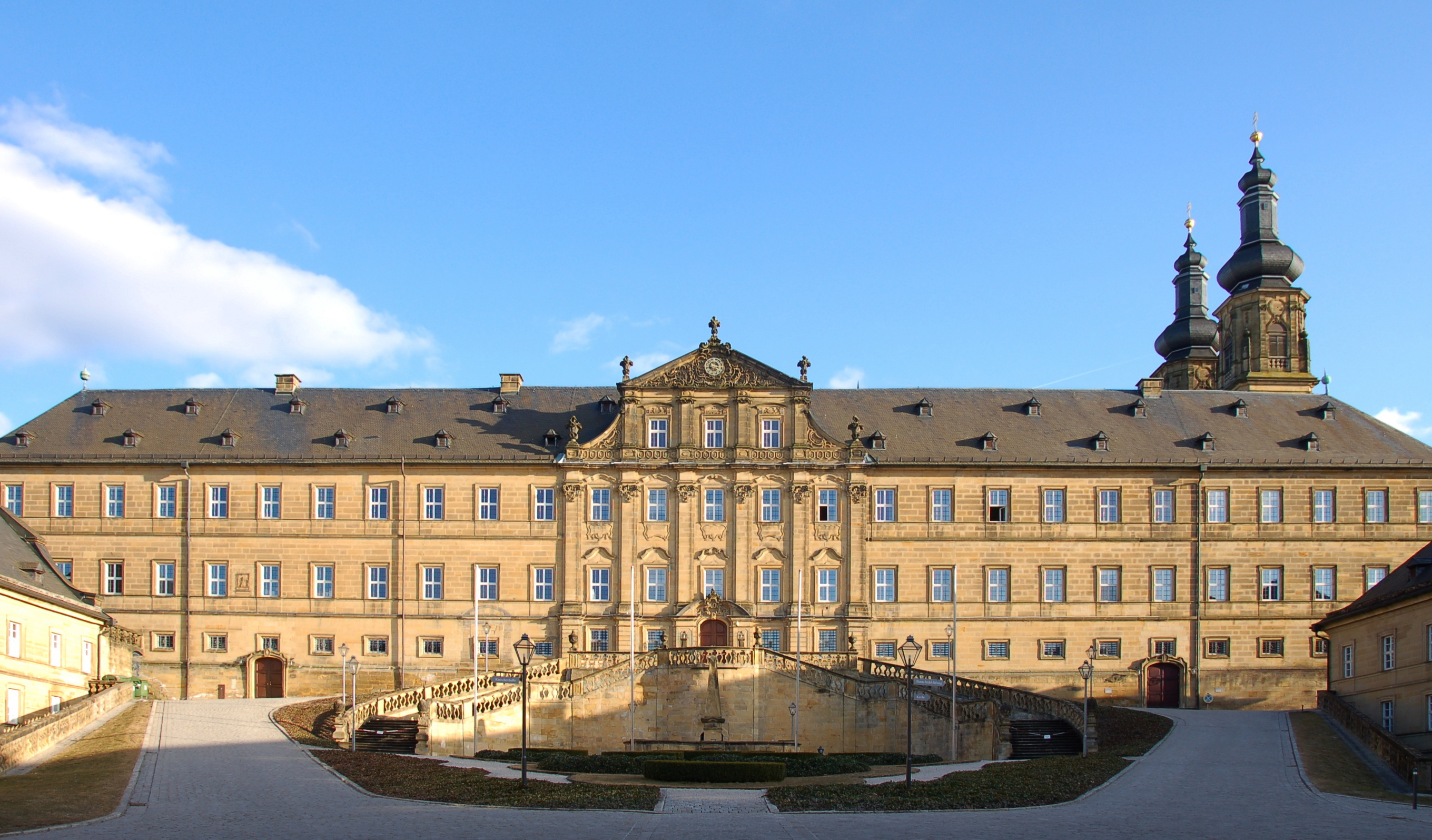
La corte interna

Nel 1813 il duca di Baviera, Guglielmo, acquistò i locali dell'abbazia reindirizzandoli a residenza.
Nel 1933 il duca Luigi Guglielmo di Baviera vendette il complesso alla Gemeinschaft von den heiligen Engeln (Comunità dei Santi Angeli), dedicato al supporto spirituale dei tedeschi espatriati. Nel 1978 l'abbazia entrò in possesso della Hanns Seidel Foundation, un'organizzazione strettamente legata al partito politico Unione Cristiano-Sociale in Baviera e quindi utilizzata come conference centre.
Essa ospita anche una collezione di fossili e altre curiosità fra le quali anche alcune mummie egiziane.

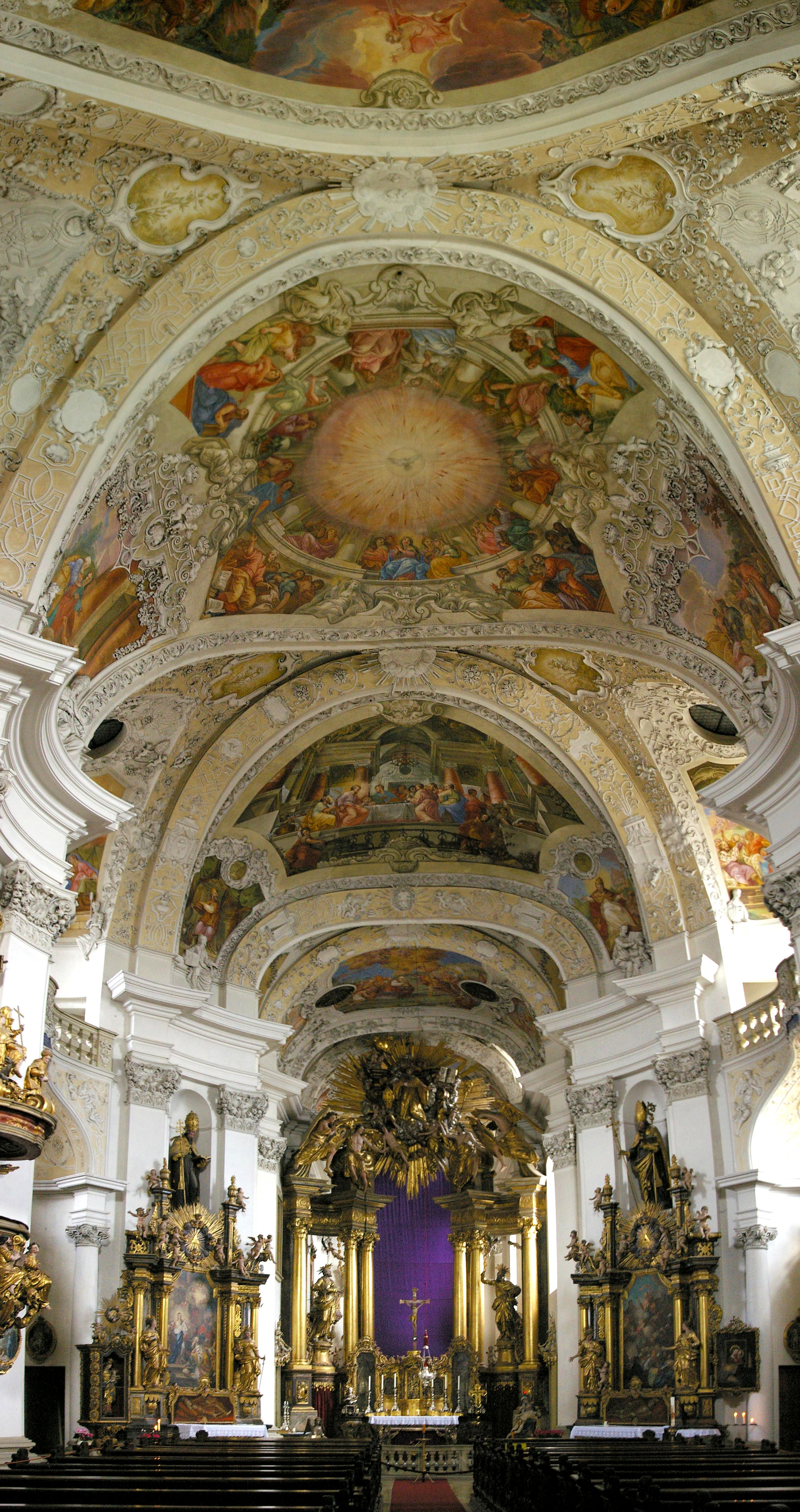
Interno della chiesa

## Architettura
Il complesso ha l'aspetto di una grande residenza barocca, con le maestose terrazze che si affacciano in ampi panorami sulla valle sottostante. La struttura si apre su una grande corte centrale risalente il fianco della collina, circondata da quattro ali di edifici barocchi sontuosamente arricchiti da sale di rappresentanza fra cui spicca la Kaisersaal, la più vasta e decorata, secondo la tradizione del tempo, destinata ad ospitare l'Imperatore se si fosse presentato in un'eventuale visita.
Un gioco di scalinate rapporta la corte alla sommità della collina, dove domina la chiesa abbaziale.
La Chiesa, dalla mirabile facciata a torri gemelle ornata da statue, è uno dei capolavori dell'Architettura barocca.
L'interno è sorprendente, non formato da angoli retti ma costituito dall'intersezione di una serie di ellissi. L'insieme, a pianta ovale, presenta una ricchissima decorazione a stucchi e affreschi eseguita da Melchior Steidl. L'altar maggiore, il pulpito e la statuaria sono opere di Balthasar Esterbauer. I mirabili stalli lignei del coro sono stati realizzati da Johann Georg Nesstfell, l'artigiano ed ebanista della corte dei Principi vescovi di Bamberga, gli Schönborn.